# Anton Tkáč
Anton Tkáč (Lozorno, 30 maart 1951 – Bratislava, 22 december 2022) was een baanwielrenner uit Slowakije. Tijdens zijn carrière kwam hij bij de amateurs uit voor Tsjecho-Slowakije.

## Carrière-overzicht
Op de wereldkampioenschappen baanwielrennen 1970 in Leicester won Tkáč brons op de kilometer individuele tijdrit, samen met de Rus Sergej Kravtsov; beiden klokten 1.09.23. Er was echter maar een medaille beschikbaar, die de Rus mee naar huis mocht nemen. Tkáč zou zijn medaille nagestuurd krijgen, maar dat was in 1974 nog altijd niet gebeurd.
Hij werd geselecteerd voor de Olympische Zomerspelen van 1972, 1976 en 1980. In 1972 in München werd hij dertiende op de kilometer tijdrijden en met het Tsjecho-Slowaakse team in de ploegenachtervolging werd hij elfde. Hij won goud op de sprint op de Olympische Zomerspelen 1976 in Montreal, waar hij in de finale de Franse meervoudig wereldkampioen en titelverdediger Daniel Morelon versloeg. Op de Spelen van 1980 in Moskou viel hij net naast het podium. In de strijd om het brons verloor hij van de Rus Sergej Kopylov.
Tkáč was ook driemaal wereldkampioen op de sprint: in 1974 in Montreal (waar hij Kravtsov in drie ritten versloeg), in 1976 (zijn olympische titel telde dat jaar ook als wereldtitel) en in 1978 in München, waar hij de Oost-Duitser Emanuel Raasch klopte.

## Palmares

### Olympische Spelen
- 1976:  - sprint (telt ook als wereldtitel)

### Wereldkampioenschappen baanwielrennen
- 1970:  - 1000 meter tijdrijden
- 1974:  - sprint
- 1978:  - sprint

- Nationale Bibliotheek van Tsjechië: xx0196129
- Virtual International Authority File: 316879921

1896: Paul Masson ·
1900: Albert Taillandier ·
1920: Maurice Peeters ·
1924: Lucien Michard ·
1928: Roger Beaufrand ·
1932: Jacques van Egmond ·
1936: Toni Merkens ·
1948: Mario Ghella ·
1952: Enzo Sacchi ·
1956: Michel Rousseau ·
1960: Sante Gaiardoni ·
1964: Giovanni Pettenella ·
1968: Daniel Morelon ·
1972: Daniel Morelon ·
1976: Anton Tkáč ·
1980: Lutz Heßlich ·
1984: Mark Gorski ·
1988: Lutz Heßlich ·
1992: Jens Fiedler ·
1996: Jens Fiedler ·
2000: Marty Nothstein ·
2004: Ryan Bayley ·
2008: Chris Hoy · 
2012: Jason Kenny · 
2016: Jason Kenny · 
2020: Harrie Lavreysen · 
2024: Harrie Lavreysen